# Чврљево (Унешић)
Чврљево је насељено мјесто у Далмацији. Припада општини Унешић у саставу Шибенско-книнске жупаније, Република Хрватска.

## Географија
Чврљево се налази око 15 км југоисточно од Унешића.

## Историја
До територијалне реорганизације у Хрватској насеље се налазило у саставу бивше велике општине Дрниш.

## Становништво
Према попису становништва из 2011. године, насеље Чврљево је имало 81 становника.
| Демографија | Демографија | Демографија |
| Година      | Становника  | Становника  |
| ----------- | ----------- | ----------- |
| 1961.       | 498         |             |
| 1971.       | 511         |             |
| 1981.       | 332         |             |
| 1991.       | 206         |             |
| 2001.       | 132         |             |
| 2011.       |             | 81          |

## Попис1991.
На попису становништва 1991. године, насељено место Чврљево је имало 206 становника, следећег националног састава:
| Попис 1991.‍ | Попис 1991.‍ | Попис 1991.‍ | Попис 1991.‍ | Попис 1991.‍ |
| ----------- | ----------- | ----------- | ----------- | ----------- |
|             |             |             |             |             |
| Хрвати      | Хрвати      |             | 206         | 100%        |
| укупно: 206 |             |             |             |             |